# Venantino Venantini
Venantino Venantini (Fabriano, 17 april 1930 – Viterbo, 9 oktober 2018) was een Italiaans acteur. Hij speelde vooral bijrollen in zo'n 140 hoofdzakelijk Italiaanse en Franse genrefilms. Zijn glansperiode situeerde zich tijdens de jaren zeventig en tachtig.

## Leven en werk

### Opleiding en eerste stappen in de filmwereld
Venantini wilde graag kunstschilder worden. Om in zijn levensonderhoud te voorzien en zijn studies te bekostigen deed hij figurantenwerk in de filmwereld. Omdat hij aanleg  had voor de schilderkunst kende men hem in het midden van de jaren vijftig een studiebeurs toe. Hij trok naar Parijs om er lessen te volgen aan de École nationale supérieure des beaux-arts. De filmwereld liet hem echter niet los. Dankzij zijn in Italië opgestelde pressbook liepen er voorstellen binnen. Op één daarvan ging hij in 1961 in omdat regisseur Franco Rossi hem een rol aanbood in het exotische Tahiti op te nemen drama Odissea nuda.

### Ontmoeting met Georges Lautner
Twee jaar later deed hij een belangrijke ontmoeting met de Franse cineast Georges Lautner. Die vroeg hem voor Les Tontons flingueurs (1963). In deze heel succesrijke en sindsdien tot een cultfilm uitgegroeide misdaadkomedie vertolkte Venantini, als rechterhand van Lino Ventura, een huurmoordenaar. Het klikte zo goed tussen de acteur en Lautner dat deze laatste nog zeven keer een beroep op diens talent deed. Andere Franse regisseurs waarvan Gérard Oury (3 films), Claude Lelouch (2), Edouard Molinaro en Francis Girod de meest bekende waren, castten hem eveneens in de loop der jaren.

### Belangrijkste andere Franse commerciële successen
Venantino werd drie keer gecast in belangrijke kaskrakers van Louis de Funès:
- in de komische film Le Corniaud (1965) was hij de baas van een rivaliserende gangsterbende die belust is op de drugs en de juwelen die de naïeve Bourvil, zonder het te beseffen, transporteert voor peetvader de Funès.
- in de komische film Le Grand Restaurant (1966) speelde hij de assistent van de Zuid-Amerikaanse president die verdwijnt in het restaurant van de Funès.
- in de historische komedie La folie des grandeurs (1971) vertolkte hij een van de Grandes, machtige edelmannen die een aanslag op de Spaanse koning plannen.

Vermeldenswaardig waren nog:
- de komedie La Cage aux folles (1978), de succesvolste Franse film van dat jaar en
- de misdaadfilms Il était une fois un flic (1972) en Flic ou Voyou (1979), beide geregisseerd door Lautner

### Parallelle Italiaanse filmcarrière
Venantini was heel veel te zien in allerlei soorten genrefilms die in de periode late jaren zestig-begin jaren tachtig erg in trek waren bij het Italiaans publiek: commedia sexy all'italiana, avonturenfilm, spaghettiwestern, horrorfilm, kannibalenfilm, giallo (de Italiaanse thriller die eind jaren zestig-begin jaren zeventig op veel bijval kon rekenen), oorlogsfilm en sciencefictionfilm.
- ondeugende commedia sexy all'italiana met weinig aan de verbeelding overlatende titels als La matriarca (of L'amour à cheval, 1968), Erotissimo (1969), Per amore o per forza (1971), Racconti proibiti... di niente vestiti (1972), Amore libero (1974), Sesso profondo (1980) of La ragazza del vagone letto (1979), een film die ook valt onder het 'rape and revenge' genre.
- stoute tot soms foute sexploitationfilms: naast een aantal films uit de schier eindeloze reeks al dan niet officiële Emmanuellefilms zoals Black Emanuelle (1975) ook erotische films zoals Capriccio (1987) van de provocerende pornoregisseur Tinto Brass.
- avonturenfilms zoals Piedone d'Egitto (1980) en Le avventure dell'incredibile Ercole (1985).
- spaghettiwesterns zoals Bandidos (1967) en L'odio è il mio Dio (1968).
- horrorfilms zoals City of the Living Dead (1980) en Apocalypse domani (1980).
- kannibalenfilms zoals Cannibal Ferox (1981).
- poliziesco of detectivefilms zoals Da Corleone a Brooklyn (1979) en Gardenia il giustiziere della mala (1979).
- heel gewelddadige films met splatterfilmscènes rechtstreeks uit de horrorfilm weggelopen zoals Luca il contrabbandiere (1980).
- oorlogsfilms zoals I diavoli della guerra (1969) en  Il grande attacco (1978).
- sciencefictionfilms zoals I nuovi barbari (1983).
- mengvormen zoals Nove ospiti per un delitto (erotische thriller-horror, 1977), La bestia nello spazio, (erotische sciencefiction, 1980) en Superfantagenio (avontuur-komedie-fantastiek, 1986).

Hij werd echter (te) dikwijls gecast in ondermaatse genrefilms en exploitatiefilms.
Venantini werkte voornamelijk samen met vooral in Italië bekendheid genietende cineasten, in de eerste plaats met cultregisseurs als Umberto Lenzi (specialist van de giallo) (3 films), Lucio Fulci (horrorfilm) (2), Steno (komische film) (3) en Antonio Margeriti (een van de specialisten van de Italiaanse genrefilm) (2). Voorts was hij regelmatig te zien in werk van andere vertegenwoordigers van bovenvermelde Italiaanse genrefilms.
Dino Risi (5 films), een van de grootmeesters van de vinnige 'commedia all'italiana', en Ettore Scola (2) waren zijn enige twee regisseurs die een ruime internationale reputatie genoten.

### Latere carrière
Vanaf de jaren negentig draaide Venantini beduidend minder films. Hij werkte iets meer dan vroeger voor de televisie. Naar het einde van de jaren tweeduizend toe vond hij opnieuw de weg naar de Franse film.
Venantino overleed op 88-jarige leeftijd aan postoperatieve complicaties na een dijbeenoperatie.

## Filmografie (selectie)
- 1957 - Sait-on jamais... ( Roger Vadim)
- 1959 - Ben-Hur (William Wyler)
- 1961 - Odissea nuda (Franco Rossi)
- 1962 - La città prigioniera (Joseph Anthony)
- 1963 - Les Tontons flingueurs (Georges Lautner)
- 1964 - Des pissenlits par la racine (Georges Lautner)
- 1965 - La Celestina P... R... (Carlo Lizzani)
- 1965 - Le Corniaud (Gérard Oury)
- 1965 - The Agony and the Ecstasy (Carol Reed)
- 1966 - Galia (Georges Lautner)
- 1966 - Le Grand Restaurant (Jacques Besnard)
- 1967 - La Grande Sauterelle (Georges Lautner)
- 1967 - Bandidos (Massimo Dallamano)
- 1968 - La ragazza della notte (Vivre la nuit) (Marcel Camus)
- 1968 - Lo sbarco di Anzio (The Battle for Anzio)  (Edward Dmytryk)
- 1968 - Le calde notti di Lady Hamilton (Les Amours de Lady Hamilton) (Christian-Jaque)
- 1969 - Erotissimo (Gérard Pirès)
- 1970 - La moglie del prete (Dino Risi)
- 1971 - Laisse aller... c'est une valse (Georges Lautner)
- 1971 - Êtes-vous fiancée à un marin grec ou à un pilote de ligne? (Jean Aurel)
- 1971 - La folie des grandeurs (Gérard Oury)
- 1972 - Il était une fois un flic (Georges Lautner)
- 1972 - Le Rempart des béguines (Guy Casaril)
- 1973 - La morte negli occhi del gatto (Antonio Margheriti)
- 1973 - La polizia è al servizio del cittadino? (Romolo Guerrieri)
- 1974 - Toute une vie (Claude Lelouch)
- 1974 - Amore libero (The Real Emanuelle) (Pier Ludovico Pavoni)
- 1975 - Black Emanuelle (Bitto Albertini)
- 1975 - Emmanuelle 2 (Emmanuelle: L'antivierge) (Francis Giacobetti)
- 1976 - Emanuelle in Bangkok (Emanuelle nera - Orient Reportage) (Joe D'Amato)
- 1976 - Liberi armati pericolosi (Romolo Guerrieri)
- 1977 - René la Canne (Francis Girod)
- 1977 - L'altra metà del cielo (Franco Rossi)
- 1978 - Il grande attacco (Umberto Lenzi)
- 1978 - Emanuelle and the White Slave Trade (La via della prostituzione) (Joe D'Amato)
- 1978 - Primo amore (Dino Risi)
- 1978 - La Cage aux folles (Edouard Molinaro)
- 1979 - Concorde Affaire '79 (Ruggero Deodato)
- 1979 - Flic ou Voyou (Georges Lautner)
- 1979 - Da Corleone a Brooklyn (Umberto Lenzi)
- 1979 - Riavanti... Marsch! (Luciano Salce)
- 1980 - La ragazza del vagone letto (Ferdinando Baldi)
- 1980 - Sesso profondo (Marino Girolami)
- 1980 - La terrazza (Ettore Scola)
- 1980 - Piedone d'Egitto (Steno)
- 1980 - La bestia nello spazio (Alfonso Brescia)
- 1980 - Apocalypse domani (Antonio Margheriti)
- 1980 - Luca il contrabbandiere (Lucio Fulci)
- 1980 - City of the Living Dead (Paura nella città dei morti viventi) (Lucio Fulci)
- 1981 - Cannibal Ferox (Umberto Lenzi)
- 1982 - Sesso e volentieri (Dino Risi)
- 1983 - I nuovi barbari (Enzo G. Castellari)
- 1983 - Attention une femme peut en cacher une autre! (Georges Lautner)
- 1984 - Le Bon Roi Dagobert (Dino Risi)
- 1985 - Ladyhawke (Richard Donner)
- 1985 - Liberté, égalité, choucroute (Jean Yanne)
- 1985 - Le avventure dell'incredibile Ercole (Luigi Cozzi)
- 1985 - Il pentito (Pasquale Squitieri)
- 1986 - Superfantagenio (Bruno Corbucci)
- 1987 - Capriccio (Tinto Brass)
- 1989 - Vanille fraise (Gérard Oury)
- 1996 - Giovani e belli (Dino Risi)
- 1998 - Le faremo tanto male (Pino Quartullo)
- 1998 - La cena (Ettore Scola)
- 2004 - Atomik Circus,le retour de James Bataille (Didier Poiraud en Thierry Poiraud)
- 2007 - Je crois que je l'aime (Pierre Jolivet)
- 2007 - J'ai toujours rêvé d'être un gangster (Samuel Benchetrit)
- 2007 - Il nascondiglio (Pupi Avati)
- 2010 - L'Immortel (Richard Berry)
- 2015 - Un plus une (Claude Lelouch)
- 2015 - La vie très privée de Monsieur Sim (Michel Leclerc)
- 2016 - Marseille (Kad Merad)
- 2017 - Maryline (Guillaume Gallienne)

## Prijs
- 1999 - La cena: Nastro d'argento voor de beste acteur in een bijrol

## Autobiografie
Venantino Venantini: Le Dernier des Tontons Flingueurs, Éditions Michel Lafon, 2015
- Biblioteca Nacional de España: XX1708360
- Bibliothèque nationale de France: cb14030619d (data)
- Gemeinsame Normdatei: 1062019458
- International Standard Name Identifier: 0000 0000 7840 7338
- Library of Congress Control Number: nr2002001321
- Nationale bibliotheek van Australië: 42467528
- Nationale Bibliotheek van Israël: 987007320262805171
- Réseau des bibliothèques de Suisse occidentale: 02-A025883573
- Istituto Centrale per il Catalogo Unico: LO1V263886
- SNAC: w6h44sg5
- Système universitaire de documentation: 079012531
- Virtual International Authority File: 54346569
- WorldCat: E39PBJxCw9QxDJ79WqF9vKhCQq